# Tanjung Batu (Tulung Selapan)
Tanjung Batu is een bestuurslaag in het regentschap Ogan Komering Ilir van de provincie Zuid-Sumatra, Indonesië. Tanjung Batu telt 630 inwoners (volkstelling 2010).